# Alain Bombard
Alain Bombard (27. října 1924 Paříž – 19. července 2005 Toulon) byl francouzský lékař, mořeplavec a spisovatel známý svým výzkumem technik přežití na volném moři.

## Plavba přes Atlantik
Narodil se v protestantské rodině v 5. pařížském obvodu, jeho otec byl inženýr. Vystudoval medicínu na Université de Picardie a pracoval v nemocnici v Boulogne-sur-Mer. Byl amatérským jachtařem a plavcem (v roce 1951 se pokusil o překonání Lamanšského průlivu) a zabýval se otázkou, jak zvýšit šance trosečníků na záchranu. Přišel s tezí, že zdravý člověk, který se udrží v dobré psychické kondici a rozumně hospodaří se silami, může delší dobu přežít i bez zásob jídla a pití, protože všechny potřebné živiny mu poskytnou syrové ryby, plankton, mořská a dešťová voda. Aby dokázal svou teorii, vydal se na osamělou plavbu přes Atlantik na nafukovacím člunu od firmy Zodiac Aerospace, který nazval L'Hérétique (Kacíř). Loď byla dlouhá 4,6 m, poháněná pouze větrem a mořskými proudy, k navigaci sloužil sextant. Dne 19. října 1952 vyplul Bombard z Las Palmas a 23. prosince téhož roku přistál na Barbadosu, když urazil 4400 km – během plavby ztratil na váze 25 kg a trpěl anémií, ale dokázal se zotavit. O svém experimentu napsal knihu, která vyšla i česky pod názvem Trosečníkem z vlastní vůle (Orbis 1964).

## Kontroverze
Německý mořeplavec Hannes Lindemann později Bombardovy závěry zpochybnil a prohlásil, že podle jeho zkušeností není možné přežít dva měsíce o slané vodě a že Bombard navzdory svým tvrzením musel mít ve člunu dostatečné zásoby pitné vody. Bombard byl také obviňován z podílu na smrti devíti námořníků, kteří se v říjnu 1958 utopili v nafukovacím záchranném člunu u bretaňského pobřeží, ačkoli přesně dodržovali Bombardovy rady pro případ ztroskotání. Soud sice zbavil Bombarda odpovědnosti, ale vědec se v důsledku kampaně proti své osobě pokusil v roce 1963 o sebevraždu.

## Další aktivity
Od roku 1967 Bombard pracoval v Oceánografickém muzeu v Monaku a angažoval se v boji proti průmyslovému znečišťování vody. V roce 1981 byl státním tajemníkem francouzského ministerstva životního prostředí ve vládě Pierra Mauroye, v letech 1981 až 1994 zastupoval Socialistickou stranu v Evropském parlamentu. Účinkoval v televizním pořadu 3-2-1 Contact, spolupracoval s naučnou organizací Connaissance du Monde, obdržel medaili Mungo Parka a cenu Gloire du sport. Jeho kniha Les Grands Navigateurs (1976) byla přeložena i do češtiny: Velcí mořeplavci, Praha: Panorama, 1981.